# Martin-Niels Däfler
Martin-Niels Däfler (* 30. April 1969 in Mainz) ist ein deutscher Betriebswirt und seit 2010 Hochschullehrer für Kommunikation an der FOM – Hochschule für Oekonomie und Management in Frankfurt am Main.

## Leben
Däfler ist in Aschaffenburg aufgewachsen. Er studierte in Würzburg und Adelaide (Australien) Betriebswirtschaftslehre. Nach seinem Abschluss als Diplom-Kaufmann im Jahr 1995 promovierte er bei  Kurt Nagel (1997). Seitdem arbeitet er als selbstständiger Keynote-Speaker, Trainer und Berater. Zwischen 2000 und 2008 war Däfler als fester freier Mitarbeiter für die Boston Consulting Group tätig.
Seit dem Jahr 2010 lehrt Däfler als hauptamtlicher Professor für Kommunikation an der FOM Hochschule in Frankfurt/Main. Zu seinen Forschungs- und Tätigkeitsschwerpunkten zählen: Gelassenheit, Resilienz, Stressvermeidung, Burn-out-Prophylaxe, Kommunikation, Konflikt- und Selbstmanagement.
Er verfasste 21 Bücher und über 170 Fachartikel.
Däfler hat zwei Kinder. Er lebt mit seiner Frau in Aschaffenburg.

## Werke
- Diversifikationsstrategien – Ein Wegweiser für mittelständische Unternehmen. Deutscher Sparkassenverlag, Stuttgart 1997.
- Franchising in der Unternehmensberatung – Eine institutionenökonomische Analyse. Dissertation, Verlag Dr. Kovac, Hamburg 1998, ISBN 3-86064-684-2.
- Wie attraktiv ist mein Unternehmen? Verlag Frankfurter Allgemeine Zeitung, Frankfurt/Main 1998, ISBN 3-933180-08-2.
- Gut beraten – Erfolgreiches Consulting für Kunden und Berater. Gabler Verlag, Wiesbaden 1999, ISBN 3-409-11423-8.
- Die Landkarte der großen Management-Konzepte. PX-C Verlag, Heigenbrücken 2004, ISBN 978-3-937888-00-2.
- Gutes Schreiben – Die 44 wichtigsten Regeln. PX-C Verlag, Heigenbrücken 2004, ISBN 978-3-937888-01-9.
- Checklisten Unternehmenskommunikation. PX-C Verlag, Heigenbrücken 2005, ISBN 3-937888-02-0.
- Die 10 gefährlichsten Kommunikationsfallen. PX-C Verlag, Heigenbrücken 2006, ISBN 3-937888-03-9.
- Tricks für tolle Texte, Fächer. PX-C Verlag, Heigenbrücken 2007, ISBN 978-3-937888-04-0
- So schreibst du gute Aufsätze. PX-C Verlag, Heigenbrücken 2007, ISBN 978-3-937888-05-7
- Karriereführerschein – Erfolgstipps für alle, die anfangen zu arbeiten. Campus Verlag, Frankfurt 2011, ISBN 978-3-593-38949-3.
- Die Lucky-Hand-Methode – 7 Glückstechniken für den Alltag. PX-C Verlag, Heigenbrücken 2012, ISBN 978-3-937888-06-4.
- Die Torero-Technik – und 111 andere zupackende Selbstcoachingtipps für Beruf und Alltag. Bastei Lübbe Verlag, Köln 2014, ISBN 978-3-404-60794-5
- RELAX – Endlich stressfrei in fünf Schritten: Selbsttrainingsprogramm für ein entspanntes (Arbeits-)Leben. Springer Gabler Verlag, Wiesbaden 2015, ISBN 978-3-658-07136-3.
- mit Ralph Dannhäuser: Glücklicher im Beruf … mit der Kompass-Strategie. Springer Verlag, Wiesbaden 2016, ISBN 978-3-658-11163-2
- So klappt's mit dem Burn-out. Gütersloher Verlagshaus, Gütersloh 2016, ISBN 978-3-579-08648-4
- Das Passwort fürs Leben heißt Humor. Springer Verlag, Wiesbaden 2017, ISBN 978-3-658-17300-5.
- Das Gelassenheitsprojekt. GABAL Verlag, Offenbach 2018, ISBN 978-3-86936-833-7.
- Gib mir Geduld – aber flott! 222 Anregungen für mehr Gelassenheit und weniger Stress. Springer Verlag, Wiesbaden 2018, ISBN 978-3-658-19729-2.
- Fit für die digitale Arbeitswelt: Erfolgreich in die berufliche Zukunft mit dem Kompetenz-MUSKEL-Model. Springer Verlag, Wiesbaden 2022, ISBN 978-3-658-36579-0